# Mustura prashadi
Mustura prashadi (anteriormente  Schistura prashadi ) es una especie de peces de la familia Balitoridae en el orden de los Cypriniformes.

## Morfología
• Los machos pueden llegar alcanzar los 4,6 cm de longitud total.

## Distribución geográfica
Se encuentran en las cuencas de los ríos Brahmaputra y Chindwin (Manipur, India ).

## Hábitat
Es un pez de agua dulce.